# عبد الناصر صالح
عبد الناصر "محمد علي" صالح تايه (أبو خالد؛ 12 أكتوبر 1957 – ) شاعر وأديب وسياسي فلسطيني، ولد ونشأ في مدينة طولكرم الفلسطينية، يعد أحد أبرز شعراء فلسطين، وهو من أعضاء حركة فتح البارزين. شغل منصب نائب وزير الثقافة الفلسطيني، وهو عضو المجلس الوطني الفلسطيني في منظمة التحرير الفلسطينية، وأحد مؤسسي الاتحاد العام للكتاب والأدباء الفلسطينيين. يلقب بـ «شاعر الحرية» حيث كتب عدد كبير من مؤلفاته الشعرية في داخل المعتقلات الإسرائيلية، وهو صاحب حضور عربي واسع، كما أطلق عليه الشاعر العراقي عبد الوهاب البياتي لقب «أمير شعراء الرفض».

## نشأته وحياته
وُلِد عبد الناصر "محمد علي" صالح تايه في مدينة طولكرم بالضفة الغربية بتاريخ 12 أكتوبر 1957، تلقى تعليمه الابتدائي والإعدادي والثانوي في مدارس مدينته طولكرم، وأنهى الثانوية العامة في المدرسة الفاضلية العريقة بمدينة طولكرم. اعتقلته السلطات الإسرائيلية عدة مرات متفرقة أمضاها متنقلاً بين سجن طولكرم وعدد من السجون. والده هو الشاعر والسياسي محمد علي الصالح.

## حياته العملية ومناصبه
- نائب وزير الثقافة الفلسطيني منذ 26 أبريل 2015 وحتى 1 آب 2018، بتكليف من الرئيس الفلسطيني محمود عباس.[12]
- مدير عام وزارة الثقافة الفلسطينية سابقًا.[13]
- عضو المجلس الوطني الفلسطيني في منظمة التحرير الفلسطينية.[14]
- عضو مجلس أمناء جامعة فلسطين التقنية "خضوري" في طولكرم بقرارٍ صادرٍ عن الرئيس الفلسطيني محمود عباس في 5 مارس 2020،[15] وفي 15 يناير 2023 أُعيد اختياره عضوًا لذات المجلس بقرارٍ صادرٍ عن الرئيس عباس،[16] واستمر في ذلك حتى إعادة تشكيل المجلس في 13 مايو 2025.[17][18]
- عضو المؤتمر السادس لحركة فتح.[19]
- نائب رئيس اتحاد الأدباء والكتاب الفلسطينيين منذ عام 1987 وحتى عام 2005.[19]
- نائب رئيس مجلس اتحاد الطلبة في جامعة النجاح الوطنية (1979-1984).[19]
- من مؤسسي اتحاد الأدباء والكُتّاب الفلسطينيين عام 1987.[19]
- مؤسس ورئيس حركة الشبيبة الطلابية، ولجان الشبيبة للعمل الاجتماعي.[19]
- عمل محاضراً في جامعة النجاح الوطنية منذ عام 1985 وحتى عام 1995.[19]
- مؤسس ورئيس «مُلْتقى طولكرم الثقافي الفني (مطاف)» عام 1992.[20]
- ترجمت بعض قصائده للغات الإنجليزية والألمانيّة والتركية.[19]
- مثل فلسطين في عدد من المهرجانات الدولية؛ منها معرض القاهرة الدولي للكتاب، ومهرجان جرش الدولي في الأردن، ومهرجان المربد الشعري في العراق، وغيرها.[10]
- شارك في ندوات شعرية وثقافية في عدد من الدول، منها البحرين، وتركيا، وسوريا والجزائر، واليمن.[21]

## دواوينه الشعرية
- «الفارس الذي قتل قبل المبارزة»، عام 1980، وقد كتبه الشاعر عام 1977 داخل سجن طولكرم.[22]
- «داخل اللحظة الحاسمة»، عام 1981.[23]
- «خارطة للفرح»، عام 1986.[22]
- «المجد ينحني أمامكم»، وقد كتب ديوانه هذا في سجن النقب عام 1987 إِبّان اندلاع الانتفاضة الفلسطينية الأولى.[23]
- «نشيد البحر»، عام 1991.[23]
- «فاكهة الندم»، عام 1999.[22]
- «مدائن الحضور والغياب»، عام 2009.[24]

## أبرز قصائده
- «رسائل من الزنزانة..إلى أمي»، وتدرس هذه القصيدة في كتاب اللغة العربية بالمنهاج الفلسطيني، وقد كتبها الشاعر في سجن طولكرم.[25]
- «في البدء كان الحجر»، وقد كتبها داخل السجون الإسرائيلية، وتتحدث عن معاناة وصمود الأسرى الفلسطينيين في الزنازين الإسرائيلية.[26]
- «مرثية لفارس القصيدة»، وقد ناجى خلالها الشاعر عبد الناصر والده الشاعر والسياسي محمد علي الصالح.[27]
- «وجهُ الغزالة.. ماسُ لجدائلها».[28]
- «البديل».[29]
- «كتابة على جذع زيتونة»، وقد كتبها في سجن طولكرم بين عامي 1977-1978.[29]
- «جذع قديم على حجر».[29]
- «على غير عادتها».[29]
- «سندس المدينة، كحلها».[29]
- «جدلية الموت والحياة».[29]
- «يوميات أنصار3».[29]
- «سلمت يمناك».[29]
- «إيقاع حادٌ لقصيدة مهمة جداً».[29]
- «البوح».[29]
- «أفق مطرز بالندى».[29]
- «تحولات الليل والنهار».[29]
- «رسالة من شهيد».[29]
- «ملائكة خضر، وصبية فرحون».[29]
- «الشهيد يواصل نهضته».[10]
- «العاشق يقرأ فاتحة».[10]

## جوائز
- في عام 1980 حصل على جائزة الشعر الأولى في جامعة النجاح الوطنية، وأطلق عليه لقب «شاعر الجامعة».[10]
- في عام 1990 حصل على الجائزة الأولى لاتحاد الكتاب والأدباء الفلسطينيين.[19]
- في 22 فبراير 2024 نال جائزة فلسطين للآداب لعام 2023.[30]

## «شاعر الحرية»
قام الكاتب الفلسطيني الأديب زياد عودة بتأليف كتاب بعنوان «شاعر الحرية عبد الناصر صالح»، حيث عاين فيه زياد عودة حياة الشاعر عبد الناصر وأشعاره، وقد صدر الكتاب هذا من العاصمة الأردنية عمان عام 2013.

## وصلات خارجية
- عبد الناصر صالح على موقع أرشيف الشارخ.
- عبد الناصر صالح على موقع الحوار المتمدن
- عبد الناصر صالح على موقع المكتبة المفتوحة (الإنجليزية)